# خلافة علي بن أبي طالب
خِلَافَةُ عَلي بنُ أَبِي طَالِب هي امتدادٌ للخلافة الراشدة عَقِبَ استشهاد ثالثِ خُلفاءِ المُسلمين عثمان بن عفان في يوم الجمعة الموافق لـــ 18 من شهر ذي الحجة سنة 35 هـ  على أيدي الخوارج. بايعهُ في اليوم التالي لقتلِ عُثمان كل من بقي من أصحاب الرسول محمد بن عبد الله في المدينة المنورة لإيمانهم بأحقيتهِ في الخلافة. ولم يكن أبو السبطين  ليقبل بالخلافة لولا خشيته على الدين وحرصهِ على درء الفتن وتوحيد صفوف المسلمين. انتقل علي إلى الكوفة ونقل عاصمة الخلافة إليها وحكم في حِقبةٍ عُرِفَت بعدم الاستقرار السياسي وبالأحداث والمواقف الصعبة والمعقدة التي احتاجت إلى الحِكمة والدراية الفقهية التي كان هو أهلا لها. استمرت مدة خلافته خمس سنوات (من السّنة الخامسة والثّلاثين للهجرة إلى العام الأربعين للهجرة).

## خلفيَّة تاريخيَّة

### تأسيس الدولة الإسلامية
|  |  | «وإنَّه مَنْ خرج آمنٌ، ومن قعد آمنٌ بالمدينة، إلا من ظَلم، وَأَثِمَ، وإنَّ الله جارٌ لمن برَّ، واتقى، ومحمَّدٌ رسولُ الله صلى الله عليه وسلم.» محمد بن عبد الله |

عَقِبَ هِجْرَةِ النبي محمد إلى المدينة، كتب دستوراً تاريخياً  يهدفُ بالأساسِ إلى تنظيم العلاقة بين جميع الطوائف والجماعات داخل المدينة، وعلى رأسها المهاجرون والأنصار وقبائل يهود المدينة وأصحاب الأديان الأخرى.

## مبايعة علي بالخلافة

### ظروف توليه للخلافة
تولى علي بن أبي طالب خلافة المسلمين بعد مقتل عثمان بن عفان والذي كان قد نهى الصحابة عن القتال والدفاع عنه ، بويع عليٌّ بالخلافة في تلك الطروف الصعبة حفاظًا على وحدة المسلمين وعدم فرط عقدهم بغية عدم الانزلاق خلف الفتنة التي تسبب فيها قتلة عثمان .

## حادثة التحكيم

دولة الخِلافة الراشدة بعد التحكيم بين عليّ ومُعاوية:
الأقاليم الخاضعة لعليّ
الأقاليم الخاضعة لمُعاوية
الأقاليم الخاضعة لعمرو بن العاص